# Огородное (Крым)
Огоро́дное (до 1948 года Таш-Кую́, ранее Таш-Кую́-Кенеге́з; укр. Городнє, крымскотат. Taş Quyu, Таш Къую) — село в Раздольненском районе Республики Крым, входит в состав Ручьёвского сельского поселения (согласно административно-территориальному делению Украины — Ручьёвского сельского совета Автономной Республики Крым)

## Население
| 2001 | 2014 |
| ---- | ---- |
| 191  | ↘140 |

Всеукраинская перепись 2001 года показала следующее распределение по носителям языка
| Язык             | Процент |
| ---------------- | ------- |
| русский          | 40,31   |
| украинский       | 39,54   |
| крымскотатарский | 14,14   |
| молдавский       | 5,24    |
| другие           | 0,52    |

### Динамика численности
| - 1864 год — 50 чел. - 1892 год — 8 чел. - 1900 год — 18 чел. - 1915 год — 15/163 чел. - 1926 год — 182 чел. | - 1939 год — 322 чел. - 1989 год — 172 чел. - 2001 год — 191 чел. - 2009 год — 188 чел. - 2014 год — 140 чел. |

## Современное состояние
На 2016 год в Огородном числится 2 улицы: Кирова и Комсомольская; на 2009 год, по данным сельсовета, село занимало площадь 49,1 гектара, на которой в 69 дворах проживало 188 человек. Огородное связано автобусным сообщением с райцентром и соседними населёнными пунктами.

## География
Огородное — село на северо-востоке района в степном Крыму, на обоих берегах реки Самарчик, у границы с Первомайским районом, высота центра села над уровнем моря — 5 м. Ближайшие населённые пункты — Фёдоровка в 1,3 км на северо-запад и Коммунарное в 2,5 км на юго-запад. Расстояние до райцентра около 21 километра (по шоссе), ближайшая железнодорожная станция — Красноперекопск (на линии Джанкой — Армянск) — примерно 33 километра. Транспортное сообщение осуществляется по региональной автодороге 35Н-429 Ручьи — Огородное — Коммунарное (по украинской классификации — С-0-11109).

## История
Село Ташкую-Кенегез считается преемником старинного крымотатарского селения Кенегез, хотя в действительности исчезнувшая деревня располагалась примерно в 2 км юго-восточнее.
Впервые в доступных источниках хутор Таш-Кую, обозначенный условным знаком «малая деревня», то есть, менее 5 дворов встречается на карте 1836 года, как и на карте 1842 года.
В 1860-х годах, после земской реформы Александра II, селение приписали к Биюк-Асской волости Евпаторийского уезда. В «Списке населённых мест Таврической губернии по сведениям 1864 года», составленном по результатам VIII ревизии 1864 года, появляется название Таш-Кую-Кенегез — владельческая русская деревня, с 9 дворами, 50 жителями и фруктовым садом при источнике Самарчике, причем в примечании указано, что на военно-топографической карте помещена в Перекопский уезд. По обследованиям профессора А. Н. Козловского 1867 года, вода в половине колодцев деревни Ташкунэ была пресная, в половине — «соленоватая» а их глубина колебалась от 2,5 до 8 саженей (5—17 м). На трехверстовой карте Шуберта 1865—1876 года на месте деревни — хутор Таш-Кую, трактир и колодец Ташкуй). Согласно «…Памятной книжке Таврической губернии на 1892 год», в деревне Ташкую-Кенегез, входившей в Азгана-Карынский участок, было 8 жителей в 1 домохозяйстве.
Земская реформа 1890-х годов в Евпаторийском уезде прошла после 1892 года, в результате Ташкую-Кенегез приписали к Коджанбакской волости. По «…Памятной книжке Таврической губернии на 1900 год» в усадьбе Ташкую-Кенегез числилось 18 жителей в 1 дворе. По Статистическому справочнику Таврической губернии. Ч.II-я. Статистический очерк, выпуск пятый Евпаторийский уезд, 1915 год, в экономии Ташкую-Кенегез (С. и И. Болек) Коджамбакской волости Евпаторийского уезда числился 1 двор с 15 приписными жителями и 163 — «посторонними», из которых 87 мужчин и 91 женщина. В экономии числилось 3000 десятин удобной земли. В хозяйствах имелось 129 лошадей, 180 волов,32 коровы и 122 головы мелкого скота.
После установления в Крыму Советской власти, по постановлению Крымревкома от 8 января 1921 года № 206 «Об изменении административных границ» была упразднена волостная система и в составе Евпаторийского уезда был образован Бакальский район, в который включили село, а в 1922 году уезды получили название округов. 11 октября 1923 года, согласно постановлению ВЦИК, в административное деление Крымской АССР были внесены изменения, в результате которых округа были отменены, Бакальский район упразднён и село вошло в состав Евпаторийского района. Согласно Списку населённых пунктов Крымской АССР по Всесоюзной переписи 17 декабря 1926 года, в селе Ташкую-Кенегез, центре Ташкуйского сельсовета Евпаторийского района, числилось 35 дворов, все крестьянские население составляло 182 человека, из них 78 украинцев, 76 русских и 28 немцев. Постановлением ВЦИК РСФСР от 30 октября 1930 года был создан Ишуньский район, уже как национальный украинский и село включили в его состав, а после создания в 1935 году Ак-Шеихского района (переименованного в 1944 году в Раздольненский) Ташкуй включили в его состав. Видимо, тогда же был упразднён сельсовет, поскольку в справочнике 1940 года он уже не числится. По данным всесоюзной переписи населения 1939 года в селе проживало 322 человека.
С 25 июня 1946 года Ташкую в составе Крымской области РСФСР. Указом Президиума Верховного Совета РСФСР от 18 мая 1948 года, Ташкуй переименовали в Огородную, позже присвоили статус села. 26 апреля 1954 года Крымская область была передана из состава РСФСР в состав УССР. Время включения в Ручьёвский сельсовет пока не установлено: на 15 июня 1960 года село уже числилось в его составе. Указом Президиума Верховного Совета УССР «Об укрупнении сельских районов Крымской области», от 30 декабря 1962 года село присоединили к Красноперекопскому району. 1 января 1965 года, указом Президиума ВС УССР «О внесении изменений в административное районирование УССР — по Крымской области», вновь включили в состав Раздольненского. По данным переписи 1989 года в селе проживало 172 человека. С 12 февраля 1991 года село в восстановленной Крымской АССР, 26 февраля 1992 года переименованной в Автономную Республику Крым. С 21 марта 2014 года в составе Крыма аннексировано Россией.